# Dulebe
Dulebe (en serbe cyrillique : Дулебе) est un village de Serbie situé dans la municipalité de Tutin du district de Raška. Au recensement de 2011, il comptait 52 habitants.

## Démographie
| 1948 | 1953 | 1961 | 1971 | 1981 | 1991 | 2002 | 2011 |
| ---- | ---- | ---- | ---- | ---- | ---- | ---- | ---- |
| 155  | 168  | 122  | 90   | 47   | 56   | 56   | 52   |

|  |